# چوب‌پری تاج‌سبز
چوب‌پری تاج‌سبز (نام علمی: Thalurania fannyi) نام یک گونه از سرده چوب‌پری است.